# Counselling
El terme "Counselling" (en anglès nord-americà "Counseling" i "Counselling" en anglès britànic) és un anglicisme referit a una professió que comprèn la prevenció i atenció de problemes de la vida quotidiana, així com conflictes relacionats amb crisis vitals, com ara sexualitat, adolescència, relacions de parella, addiccions i desenvolupament personal, entre d'altres. Fora del món anglosaxó, la divisió entre “counselling” i “psychotherapy” s'engloba sota el terme 'psicoteràpia' i la professió de terapeuta.

## Definició de la professió
El Counseling és una professió d'ajuda formada per counselors, que tenen com a objectiu assistir persones que travessen conflictes, crisis, o que estan a la recerca de més benestar o integració personal. Literalment traduït de l'anglès, el terme en espanyol més proper seria conseller. Aquesta traducció, però, és summament equívoca, atès que allò que normalment s'entén per un conseller en espanyol, en anglès seria molt millor descrit pel terme advisor. Per tant, resulta més adequat traduir counselor en anglès com a consultor en català. En particular, a Argentina el títol professional es denomina consultor psicològic. Altres termes que es poden aplicar al consultor psicològic són: terapeuta, orientador o facilitador.
Entre les àrees de treball es troben:
- Adolescents
- Adults
- Parella i família
- Addiccions
- Sexualitat
- Educacional
- Laboral
- Esportiva

Ja que el terme sorgeix d'un context psicològic, és important entendre que un counselor ofereix orientació psicològica a persones a qualsevol etapa de la seva vida el consultor treballa aspectes sans de la persona. És un professional format per brindar ajuda psicològica i desplegament de les potencialitats dels individus. El consultor entén la persona com un individu sa, corrent del paradigma tradicional de salut/malaltia.
La integració en la seva formació de disciplines com ara la filosofia, la psicologia, l'educació i la medicina, entre d'altres, fan del counselling una professió única que permet als professionals fer servir un abordatge multidimensional que atén holísticament (integralment) les necessitats dels consultants. Aquest procés té com a enquadrament un marc actitudinal dialogal, relacional, empàtic, incondicional i autèntic que es brinda als individus, parelles, famílies, grups o organitzacions.
El counselling no és una branca de la psicologia, de la filosofia ni de la medicina, sinó una professió de la salut amb plena autonomia i caracteritzada pel seu propi cos de coneixements, experiència i pràctica professional.
No obstant això, la psicologia compta amb un complex model de counselling que emmarca com oferir consell de manera no-directiva, des de la psicoteràpia centrada en el client, de Carl Rogers.
Tot i que el counselor és un professional independent, no és estrany trobar professionals que provinguin d'altres professions com ara psicòlegs, treballadors socials, metges, educadors, advocats, etc., que es volen preparar per exercir la consultoria psicològica.
Aquesta professió es va originar com a tal en les primeres dècades del segle vint i va ser impulsada de manera fonamental pel psicòleg humanista Carl Rogers. Les aportacions de l'existencialisme són també importantíssims com a base filosòfica del counselling.
En la seva obra Psicologia General del Counseling, Georg Dietrich destaca el següent en la seva extensa definició de Counseling:
"(...) 4. El counselling és una relació auxiliant en què el conseller intenta estimular i capacitar el subjecte per a l'autoajuda. La benevolència i l'actitud amistosa de l'assessor davant del subjecte no vol dir que aquell prengui les decisions en nom d'aquest, que fixi la trajectòria vital del subjecte, que l'alleugi de tota responsabilitat i remogui tots els obstacles del camí. La relació auxiliant busca més aviat crear un clima i iniciar un diàleg amb el subjecte que li permeti aclarir-se sobre la seva pròpia persona i els seus propis problemes, alliberar-se i trobar recursos per a la solució dels seus conflictes, i activar sempre la seva pròpia iniciativa i responsabilitat. Si no es pot comptar amb aquesta possibilitat d‟activació del subjecte, caldrà deixar de banda el counselling i apel·lar a altres formes d‟ajuda o assistència (... )"

## Diferències fonamentals entre elCounsellingi la Psicologia clínica
El counselor com a professional de la salut entén que certes dificultats psicològiques de les persones incloent-hi els conflictes interpersonals que es travessen necessàriament durant l‟existència formen part del procés normal de la vida i no constitueixen una malaltia.
És en aquest sentit que el counselling es diferencia de la psicologia clínica i del seu model de relació entre un psicòleg clínic i el seu pacient inspirat en el model de la relació d'un metge amb el malalt que tracta, i on una persona acudeix a la recerca d'un procés curatiu que finalitza quan el professional li dona lalta.
En el seu abordatge terapèutic un counselor no persegueix un propòsit curatiu ni sol referir-se als seus consultants com a pacients, encara que aquest terme també és utilitzat sense problema per alguns counselors. El counselling pren la persona de manera integral tractant d'unir els diferents aspectes de la personalitat, potenciant l'autodesenvolupament ja que per a l'Enfocament Centrat a la Persona (ECP) els individus tenim una capacitat innata d'autoregulació que Rogers anomena tendència actualitzant. Això es pot definir com una motivació innata present en tota forma de vida dirigida a desenvolupar els seus potencials fins al màxim límit possible; És aquesta tendència la que guia la persona i sobre ella treballa el counselor.
És fonamental per al counselor establir una relació d'ajuda amb el consultant, tal com la defineix Carl R. Rogers a la seva obra de divulgació El procés de convertir-se en Persona. En el seu caràcter de consultor psicològic, un counselor generalment utilitza a les seves Entrevistes diferents tipus de tècniques de la Psicologia, o una combinació d'aquestes. Els abordatges terapèutics es poden donar des de la Teràpia Centrada a la Persona de Rogers, la gestalt, el model cognitiu, o Teoria Psicodinàmica o recursos de la Psicologia sistèmica, ja que el Counselling és una forma d'abordatge particular basat en:
Congruència. Ser genuí; ser honest amb la persona.
Empatia. L'habilitat de sentir allò que sent el Consultant.
Respecte. Acceptació positiva incondicional cap al consultant.

## Enfocaments
Hi ha dos enfocaments, l'enfocament Humanístic o Centrat en la Persona (ECP) que es basa en la Filosofia Existencial, la Psicologia Humanística, la Sociologia i l'Antropologia. Considera l'home com un ésser lliure i responsable per resignificar experiències doloroses del passat i poder enfrontar de manera més adequada la realitat que transita.
L'Enfocament Sistèmic a Counseling implica una nova manera de conceptualitzar els problemes humans. Es concep l'individu com a producte i conseqüència de la interacció amb el context que el circumda. El context afecta els processos interns de cada persona i, alhora, els canvis que pateix aquesta persona influeixen en la modificació del seu mitjà.